# 伊勢崎絣

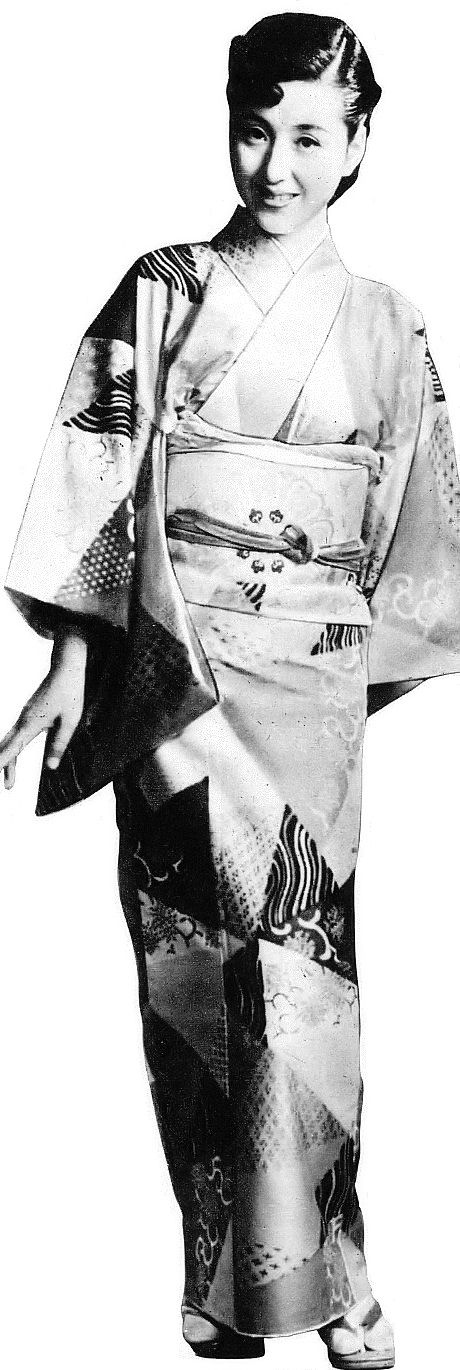
伊勢崎銘仙を着た女性

伊勢崎絣（いせさきかすり）とは、群馬県伊勢崎市とその周辺地域で製造された織物の名称。特に1975年に国の伝統工芸品として伊勢崎織物組合によって規定された製造法で織られた織物のことを指す。

## 概要
伊勢崎の織物は、江戸時代には「太織」と呼ばれ、残り物の繭から引き出した生糸を用いた織物が主流であった。本来は農家が自家用に生産していたものであった。江戸時代中期にその基礎が築かれ、丈夫かつお洒落な縞模様が次第に庶民の間で人気を博し、伊勢崎周辺はもとより遠くは江戸、大阪、京都へも出荷されるようになった。明治に入ると近代的な染色、織物技術が海外から導入され、糸も手で紡いだ手紡ぎ糸から機械生産による撚糸へと変わり、生産性も大幅に向上した。この頃の伊勢崎の織物の主流は「伊勢崎縞」と呼ばれていた。伊勢崎の織物がいつから銘仙と呼ばれたかは不明であるが、大正期にはその名を見ることが出来る。昭和初期まで「伊勢崎銘仙」が伊勢崎の織物の主軸となり、伊勢崎織物の黄金期を迎えた。戦後は、ウール絣など様々な織物が発明され人気を博すことになるが、急速な洋装化や戦後日本における繊維産業の斜陽化に伴い生産量は激減した。1975年、伊勢崎織物組は、織物を作る際の細かい規定を決め、「伊勢崎絣」の名で、国の伝統的工芸品の指定を受けた。ネクタイやテーブルクロス、のれんなど、反物以外の製品に製造技術を応用し、再び注目を集めることとなった。
現在、「伊勢崎くくり絣」として、群馬県ふるさと伝統工芸師となった斎藤定夫氏が、括りの技術だけを継承している。

## 参考資料
- 「さよなら伊勢崎特別市勢要覧 保存版」 2004年 伊勢崎市刊